# Morti nell'852
| Questa pagina contiene informazioni ricavate automaticamente dalle voci biografiche con l'ausilio del template Bio e di un bot. L'aggiornamento è periodico e automatico e ricostruisce completamente la pagina. Se manca una persona in questa lista, sei pregato di non aggiungerla, ma accertati piuttosto che la sua voce biografica contenga il template Bio e che i dati anagrafici siano correttamente compilati. Se il template Bio manca, inseriscilo tu stesso o, in alternativa, metti l'avviso {{tmp\|Bio}} che ne segnala la mancanza. Se i dati riportati sono sbagliati, correggi direttamente la voce biografica; le modifiche saranno visibili in questa lista entro pochi giorni. Per chiarimenti vedi il progetto biografie. La lista contiene solo le 8 persone che sono citate nell'enciclopedia e per le quali è stato implementato correttamente il template Bio. Pagina aggiornata al 10 feb 2025. |

- 1º maggio - Lamberto II di Nantes, nobile francese
- 27 luglio - Natalia di Cordova, spagnolo
- 22 settembre - Abd al-Rahman II ibn al-Hakam, emiro (n. 792)
- Alerano di Barcellona, conte
- Beorhtwulf di Mercia, re
- Du Mu, scrittore cinese (n. 803)
- Fredelone di Tolosa, conte (n. 815)
- Presian I di Bulgaria, principe serbo